# Alfredo Milani
Alfredo Milani, född den 6 januari 1924 i Garbagnate Milanese, död den 30 November 2017, var en italiensk roadracingförare. Han tävlade i 500-klassen i Roadracing-VM 1950-1951 och 1953-1957. Det sista året också i 350-klassen. Han vann tre Grand Prix i 500-klassen: Frankrikes GP och Nationernas GP (på Monza) Roadracing-VM 1951 och Belgiens GP 1953. Han blev två i VM 1951 och trea 1953. Milani körde för Gilera hela VM-karriären.